# Rábano Mauro
Rábano Mauro (em latim: (H)R(h)abanus Maurus; Mogúncia, ca. 780 – Winkel, Rheingau, 4 de fevereiro de 856) foi um abade nos mosteiros beneditinos de Fulda e Mogúncia durante o período da renascença carolíngia do século IX. Era apoiante do imperador Lotário I e de Ermengarda de Tours.
É o autor do famoso hino Veni Creator Spiritus, que é entoado nas Festas do Espírito Santo, nas ordenações sacerdotais e episcopais, durante os conclaves, nas missas votivas ao Espírito Santo e também nas coroações do culto das Irmandades do Divino Espírito Santo nos Açores.